# شارون موشر
شارون موشر یک زمین‌شناس آمریکایی است. او تحصیلات دوره کارشناسی خود را در دانشگاه ایلینوی در اربانا شمپین انجام داد. پس از دریافت کارشناسی ارشد از دانشگاه براون، به دانشگاه ایلینوی بازگشت و در سال ۱۹۷۸ دکترای خود را در رشته زمین‌شناسی دریافت کرد. از سال ۲۰۰۱، او صاحب کرسی ویلیام استامپس فریش در دانشگاه تگزاس است و از سال ۲۰۰۹ به عنوان رئیس مدرسه علوم زمین جکسون در تگزاس فعالیت کرده است. در سال ۲۰۱۳، او به عنوان رئیس مؤسسه علوم زمین آمریکا انتخاب شد.
او یکی از بنیان‌گذاران دنیای علوم زمین، یک مجموعه بین‌المللی ژورنال برای زمین‌شناسان است. در میان افتخارات و جوایز او، وی عضو انجمن زمین‌شناسی آمریکا است که از این انجمن جایزه خدمات برجسته در سال ۲۰۰۳ دریافت کرده، پس از اینکه در سال ۲۰۰۱ به عنوان رئیس آن خدمت کرده است. او همچنین عضو افتخاری انجمن زمین‌شناسی لندن است. در سال ۱۹۹۰، او به عنوان بهترین آموزگار از سوی انجمن زنان زمین‌شناس انتخاب شد. در سال ۲۰۲۰، او به عنوان دانشمند افسانه‌ای زمین‌شناسی مارکوس میلینگ شناخته شد.

## تحقیق
علاقه‌های پژوهشی اصلی او شامل تکامل زمین‌های پیچیده تغییر شکل‌یافته، تحلیل تنش، مکانیزم‌های تغییر شکل، و تعامل بین فرآیندهای شیمیایی و فیزیکی در طول تغییر شکل است.
تحقیقات موشر شامل پتروگرافی ساختاری و زمین‌شناسی ساختاری مبتنی بر میدانی است. او مدل جدیدی برای برخوردهای زمین‌ساختی در امتداد مرز جنوبی لورنتیا ایجاد و آزمایش کرده، با تأکید خاص بر دامنه‌های سیرا دیابلو در غرب تگزاس و برآمدگی لیانو در مرکز تگزاس. او در بررسی زمین‌ساخت صفحات مزوپروتروزوئیک، پیشرفت‌های بزرگی در مطالعه زمین‌ساخت صفحات به دست آورده و طرز تفکر بسیاری در این زمینه را تغییر داده است. به‌طور سنتی، کمربندهای کوهستانی مزوپروتروزوئیک به دلیل کمبود افیولیت‌ها و سنگ‌های با فشار بالا یا فوق‌العاده بالا شناخته شده بودند، اما از طریق تحقیقات خود، دکتر موشر نشان داده که این‌طور نیست. این کار از طریق مطالعه دگرگونی با فشار بالا، فروزمین‌شناسی و برخورد لایه‌های پوسته‌ای مختلف در مرز جنوبی لورنتیا و مقایسه آن‌ها با دانش فعلی در مورد تکامل زمین‌ساختی در دوران مزوپروتروزوئیک انجام شد. او همچنین تکامل مجموعه ریج مک‌کوآری، مرز صفحه اقیانوس آرام-استرالیا در جنوب نیوزلند را مطالعه کرده است و به بررسی نحوه تقسیم تنش در طول تکامل مرز، فرآیندهایی که اجازه تغییر شکل دادند و توقف ماگماتیسم پرداخته است. ریج مک‌کوآری منحصر به فرد است زیرا این رسوبات به راحتی قابل دسترسی و مطالعه هستند. از طریق این تحقیق، دکتر موشر کشف کرده که محیط زمین‌ساخت فعال عمدتاً از سنگ‌های خردشده، ماسه‌سنگ و سیلت‌استون تشکیل شده است و گسل‌ها، رسوب‌گذاری و آتشفشانی تنها بخش کوچکی از مرزهای صفحات هستند. یکی دیگر از پروژه‌های تحقیقاتی او به تقسیم‌بندی انواع مختلف تنش در طول تشکیل مناطق برشی غیرهم‌محور انعطاف‌پذیر در محیط‌های کششی و انقباضی پرداخته است، از جمله توسعه چین‌خوردگی در مجتمع‌های هسته دگرگونی و تشکیل میله‌ها و مولیون‌ها در توده‌های رانشی.

## تجربه آکادمیک
موشر در حال حاضر استاد مدرسه علوم زمین جکسون در دانشگاه تگزاس در آستین است و از سال ۱۹۷۸ عضو هیئت علمی این دانشگاه بوده است. او از سال ۱۹۹۰ به صورت تمام‌وقت به عنوان استاد متخصص در زمین‌شناسی ساختاری، پتروگرافی ساختاری و زمین‌ساخت فعالیت کرده، به دانشجویان در مقاطع کارشناسی و تحصیلات تکمیلی تدریس کرده و بر ۱۹ دانشجوی دکترا و ۳۵ دانشجوی کارشناسی ارشد نظارت داشته است.

## زندگی شخصی
شارون موشر در کودکی در ایالت ایلینوی علاقه عمیقی به زمین‌شناسی داشت. او آزمایش‌های معدنی را روی سنگ‌ها در آزمایشگاه شیمی که پدرش در زیرزمین خانه‌شان برای او ساخته بود، انجام می‌داد. او تصمیم گرفت که زمین‌شناس شود، همان لحظه‌ای که فهمید کسی که سنگ‌ها را مطالعه می‌کند، زمین‌شناس نامیده می‌شود.
پدر موشر او را در کودکی به سفرهای میدانی سرویس زمین‌شناسی ایالت ایلینوی می‌برد و هر وقت خانواده او به تعطیلات سالانه می‌رفتند، موشر مسیر را نقشه‌برداری می‌کرد و توقف‌هایی را در نظر می‌گرفت که او و خواهر بزرگ‌ترش بتوانند سنگ پیدا کنند. امروزه، موشر هنوز هم به دنبال سنگ‌ها می‌گردد و مسیرها را نقشه‌برداری می‌کند—فقط اکنون او مسیرهای آینده مدرسه علوم زمین جکسون در دانشگاه تگزاس در آستین را ترسیم می‌کند. از سال ۲۰۰۹، او رئیس این مدرسه بود که بزرگ‌ترین مؤسسه آکادمیک علوم زمین در کشور است، اما در فوریه ۲۰۲۰، کلودیا مورا جایگزین او شد.
موشر همچنین در سطح جهانی برای تحقیقات خود در مورد تشکیل کوه‌ها میلیون‌ها سال پیش، زمانی که قاره‌ها به هم برخورد می‌کردند، شناخته شده است. او دو انجمن زمین‌شناسی بزرگ را به زندگی تازه‌ای آورد و به راه‌اندازی یک ابتکار ملی برای ارزیابی نیازهای دانشجویان کارشناسی زمین‌شناسی در سراسر کشور کمک کرد.